# Tolteca
Genre
Tolteca est un genre d'araignées aranéomorphes de la famille des Pholcidae.

## Distribution
Les espèces de ce genre sont endémiques du Mexique.

## Liste des espèces
Selon World Spider Catalog (version 24.5, 23/08/2023) :
- Tolteca hesperia (Gertsch, 1982)
- Tolteca huahua Huber, 2023
- Tolteca jalisco (Gertsch, 1982)
- Tolteca manzanillo Huber, 2023
- Tolteca oaxaca Huber, 2023
- Tolteca sinnombre Huber, 2023

## Systématique et taxinomie
Ce genre a été décrit par Huber en 2000 dans les Pholcidae.

## Publication originale
- Huber, 2000 : « New World pholcid spiders (Araneae: Pholcidae): A revision at generic level. » Bulletin of the American Museum of Natural History, no 254, p. 1-348 (texte intégral).